# Nagymaros
Nagymaros  este un oraș în districtul Szob, județul Pesta, Ungaria, având o populație de 4.684 de locuitori (2011). 

## Demografie
Componența etnică a orașului Nagymaros
     Maghiari (90,32%)
     Germani (6,93%)
     Romi (1,12%)
     Necunoscut (1,4%)
     Alții (0,22%)
Componența confesională a orașului Nagymaros
     Romano-catolici (57,51%)
     Fără religie (10,61%)
     Reformați (5,59%)
     Atei (1,49%)
     Necunoscută (23,74%)
     Alte religii (1,84%)
Conform recensământului din 2011, orașul Nagymaros avea 4.684 de locuitori. Din punct de vedere etnic, majoritatea locuitorilor (90,32%) erau maghiari, existând și minorități de germani (6,93%) și romi (1,12%). Apartenența etnică nu este cunoscută în cazul a 1,4% din locuitori.  Din punct de vedere confesional, majoritatea locuitorilor (57,51%) erau romano-catolici, existând și minorități de persoane fără religie (10,61%), reformați (5,59%) și atei (1,49%). Pentru 23,74% din locuitori nu este cunoscută apartenența confesională.

## Personalități născute aici
- Mihály Nagymarosi (1919 - 2002), fotbalist.